# Microfilistata tyshchenkoi
Espèce
Microfilistata tyshchenkoi est une espèce d'araignées aranéomorphes de la famille des Filistatidae.

## Distribution
Cette espèce est endémique du Tadjikistan. Elle se rencontre dans l'Ouest des Tian Shan.

## Publication originale
- Zonstein, 1990 : A synopsis of species of the spider family Filistatidae (Aranei) of the USSR with description of a new genus and a new species from western Tyen-Shan. Zoologicheskii zhurnal, vol. 69, no 10, p. 50-53.